# Spedizione contro i cinesi a Montrado
Le spedizione contro i cinesi a Montrado fu una spedizione punitiva condotta dai Paesi Bassi contro i ribelli sino-indonesiani a Montrado, nel Borneo. La popolazione locale, scontenta del governo olandese, aveva promosso una ribellione contro gli europei, supportata dal governo dell'Impero cinese che aveva interesse a riacquisire il controllo dell'area per i traffici commerciali che vi transitavano.
Gli olandesi riuscirono a schiacciare la rivolta locale nel 1855, dopo un anno di campagna militare.